# Kesäsrivier
De Kesäsrivier (Zweeds: Kesäsjoki) is een rivier die stroomt in de Zweedse  gemeente Kiruna. De rivier ontstaat midden in het moeras Kätkävuomo, de rivier stroomt naar het noordoosten, doet het Kesäsjärvi aan en ontvangt via een zijrivier water uit het Kesäslompolo. De rivier houdt haar koers tot zij de Lainiorivier instroomt bij het dorp Nedre Soppero. Ze is krap 20 kilometer lang.
Afwatering: Kesäsrivier → Lainiorivier → Torne → Botnische Golf